# Arianna Gutiérrez
Arianna Gutiérrez (* 14. August 1995) ist eine venezolanische Leichtathletin, die sich auf den Hochsprung spezialisiert hat.

## Sportliche Laufbahn
Erste internationale Erfahrungen sammelte Arianna Gutiérrez im Jahr 2012, als sie bei den U23-Südamerikameisterschaften in São Paulo mit übersprungenen 1,65 m den sechsten Platz im Hochsprung belegte und im Dreisprung mit 12,49 m auf Rang acht gelangte. Anschließend gewann sie bei den Jugendsüdamerikameisterschaften in Mendoza mit 12,45 m die Bronzemedaille im Dreisprung und wurde im Hochsprung mit 1,65 m Sechste. Im Jahr darauf gelangte sie bei den Panamerikanischen Juniorenmeisterschaften in Medellín mit 13,20 m auf den fünften Platz imd Dreisprung und 2015 schied sie bei der Sommer-Universiade in Gwangju mit 4,80 m in der Weitsprungqualifikation aus. 2022 klassierte sie sich bei den Juegos Bolivarianos in Valledupar mit 1,70 m auf dem sechsten Platz im Hochsprung und anschließend gelangte sie bei den Südamerikaspielen in Asunción mit 1,75 m auf Rang vier. Im Jahr darauf wurde sie bei den Zentralamerika- und Karibikspielen in San Salvador mit 1,75 m Fünfte.
2021 wurde Gutiérrez venezolanische Meisterin im Hochsprung.

## Persönliche Bestleistungen
- Hochsprung: 1,78 m, 10. Januar 2020 in Barquisimeto
- Weitsprung: 5,98 m (−0,8 m/s), 12. Februar 2015 in Barinas
- Dreisprung: 13,44 m (+0,8 m/s), 2. Juni 2013 in Barquisimeto